# 長春花色

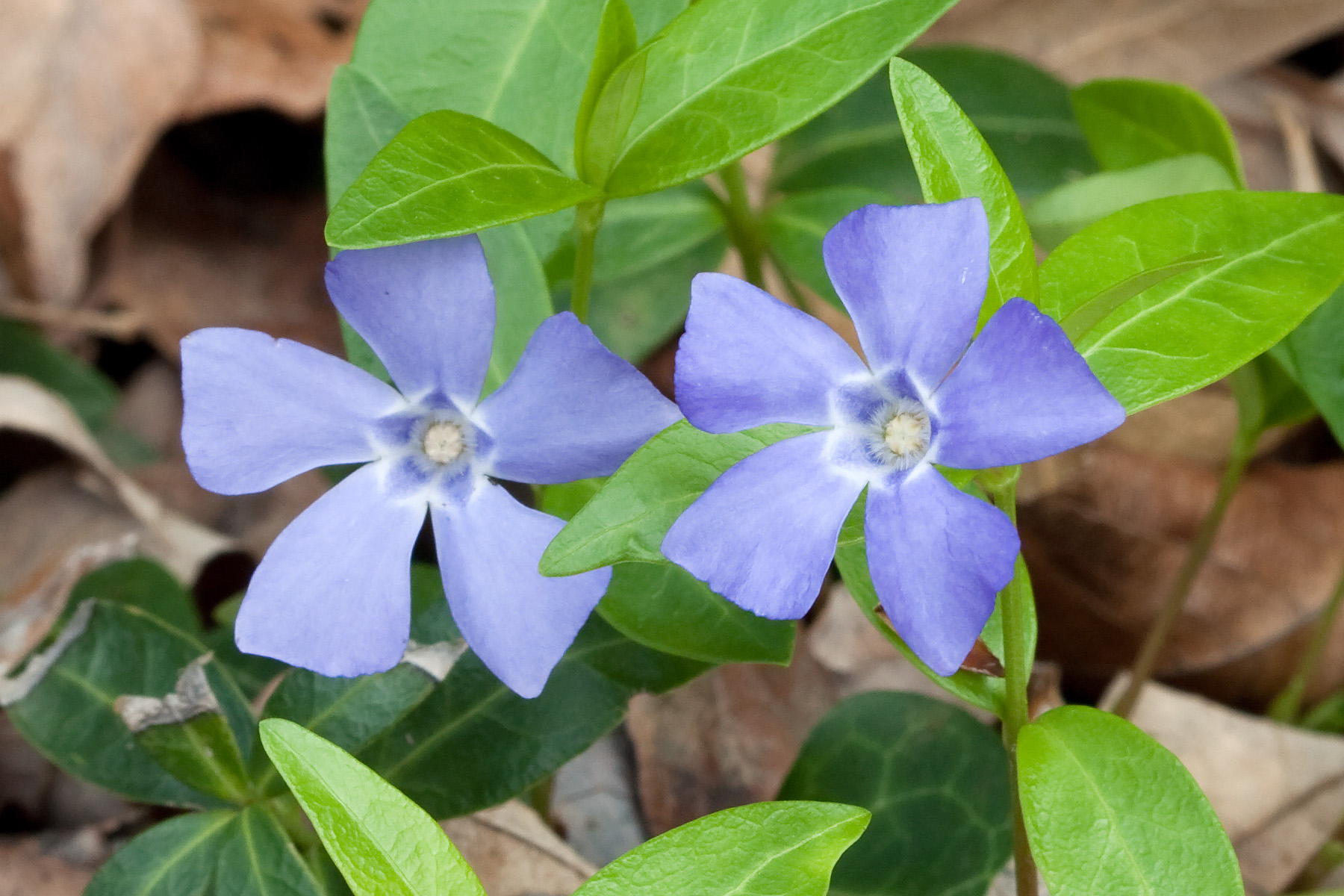
長春花

長春花色（英文：Periwinkle），是藍色和紫色系列的顏色之一，因顏色與長春花相近而得名。英文Periwinkle可解成長春花或玉黍螺。

## 外部連結
- Crayola brand crayons' page on periwinkle （页面存档备份，存于）